# Hill City
Hill City est une ville du sud-ouest de l'État du Dakota du Sud, aux États-Unis, dans la région des Black Hills, qui fut fondée lors de la ruée vers l'or dans les Black Hills à partir de 1874, dans les Black Hills. Le site aurifère fut découvert en 1874 par Custer, à 15 km au nord de Custer City, sur la route de Deadwood, alors les deux villes-champignons, elle était l'un des seuls points de ravitaillement pour les troupes de la cavalerie américaine.
En 1874, le lieutenant-colonel George A. Custer escortait un groupe d'ingénieurs dans les Black Hills, alors territoire indien, afin d'étudier le tracé de la future Northern Pacific Railroad qui reliera le lac Supérieur à l'Océan Pacifique. De l'or est trouvé dans un ruisseau nommé French creek, qui prend sa source à 8 km de Custer City, provoquant une ruée de chercheurs qui s'y installent au mépris du Traité de Fort Laramie (1868). Custer fonda un autre site aurifère encore 15 kilomètres plus au nord, à Pactola.
Hill City est connue pour avoir le siège de l'Institut de recherche géologique des Black Hills qui a découvert, monté et conservé Sue le plus grand et le mieux préservé des squelettes complets de Tyrannosaurus rex répertorié à ce jour.

## Démographie
| 1890 | 1910 | 1950 | 1960 | 1970 | 1980 |
| ---- | ---- | ---- | ---- | ---- | ---- |
| 470  | 271  | 361  | 419  | 389  | 535  |

| 1990 | 2000 | 2010 | - | - | - |
| ---- | ---- | ---- | - | - | - |
| 650  | 780  | 948  | - | - | - |